# Margareta I av Burgund
Margareta I av Burgund, född 1310, död 9 maj 1382, var en fransk prinsessa och regerande pfalzgrevinna av Burgund (Franche-Comté) och vasallgrevinna av Artois. Hon var också grevinna av Flandern, Nevers och Rethel genom sitt giftermål med greve Ludvig I av Flandern. Hon var dotter till kung Filip V av Frankrike och vasallgrevinnan Johanna II av Burgund. 
Margareta gifte sig med Ludvig I 1320; två år senare besteg han tronen i Flandern. 
Margareta ärvde tronen i grevedömet Franche-Comté och Artois efter sin barnlöse systerson 1361. Genom henne inlemmades Franche-Comté och Artois i Flandern och vidare, genom hennes sondotter Margareta III av Flandern, i hertigdömet Burgund. 
Äktenskapet mellan hennes sondotter, Flanderns tronarvinge, och Burgunds hertig arrangerades med hennes stöd, men mot hennes sons vilja. Hennes son stödde en allians med England, men Margareta gjorde då klart sin inställning genom att blotta sina bröst, och hota med att skära av de bröst som endast gett honom di, och mata hundarna med dem.  